# Susan
Susanul (den. științifică Sesamum indicum) este o plantă cultivată pentru semințele sale bogate în uleiuri care se întrebuințează în gastronomie, mai ales la produsele de patiserie și brutărie. Susanul este originar din Orientul Mijlociu și India și a fost răspândit în America datorită sclavilor africani, care îl foloseau mult în alimentația lor, numindu-l benne.

## Compoziție nutrițională
Semințele de susan sunt foarte bogate în proteine, iar în afară de aceasta conțin un aminoacid esențial numit metionină. Grăsimile nesaturate pe care le conține împreună cu lecitina și fitosterolul fac din semințele de susan un aliment care ajută la reducerea colesterolului din sânge. Semințele de susan conțin de asemenea, calciu, fier și zinc, minerale care ajută la funcționarea normală a organismului, la formarea oaselor și dinților, ajută la metabolizarea grăsimilor și carbohidraților, previne impotența. Semințele de susan conțin antioxidanți și au proprietăți anti-cancerigene.
100 g de seminte de susan conțin:
- 598 calorii
- 20 g de proteine
- 58 g de grăsimi nesaturate
- 670 mg de calciu
- 10 mg de fier
- 5 mg de zinc
- vitamine din grupul B-urilor
- vitamina E[2][3]

Pentru ca organismul să asimileze componentele nutritive ale semințelor de susan acestea trebuiesc prăjite sau râșnite, altfel ele se evacuează întregi, fără a fi digerate.
În antichitate halvaua făcută din susan și miere era folosită în Babilonia de către femei pentru a-și prelungi tinerețea și frumusețea iar soldații romani o foloseau pentru a fi puternici și a avea energie.

## Producție
| Top zece, cei mai mari producători de semințe de susan în 2010 | Top zece, cei mai mari producători de semințe de susan în 2010 | Top zece, cei mai mari producători de semințe de susan în 2010 |
| -------------------------------------------------------------- | -------------------------------------------------------------- | -------------------------------------------------------------- |
| Țară                                                           | Producție (milioane de tone)                                   | Randament (tone/hectar)                                        |
| Burma                                                          | 0.72                                                           | 0.46                                                           |
| India                                                          | 0.62                                                           | 0.34                                                           |
| China                                                          | 0.59                                                           | 1.22                                                           |
| Ethiopia                                                       | 0.31                                                           | 0.99                                                           |
| Sudan                                                          | 0.25                                                           | 0.19                                                           |
| Uganda                                                         | 0.17                                                           | 0.61                                                           |
| Nigeria                                                        | 0.12                                                           | 0.38                                                           |
| Burkina Faso                                                   | 0.09                                                           | 0.72                                                           |
| Niger                                                          | 0.09                                                           | 0.50                                                           |
| Somalia                                                        | 0.07                                                           | 0.96                                                           |
| Total mondial                                                  | 3.84                                                           | 0.49                                                           |

Semințele de susan de culoare albă și alte culori mai deschise sunt comune în Europa, America, Asia de Vest și subcontinentul indian. Semințele de susan negru și mai închis la culoare sunt produse în mare parte în China și Asia de Sud-Est.
În anul 2016, producția mondială de semințe de susan a fost de 6,1 milioane de tone, condusă de Tanzania, Myanmar, India și Sudan.
| Producția de semințe de susan - 2016                       | Producția de semințe de susan - 2016 |
| Țară                                                       | Producție (tone)                     |
| ---------------------------------------------------------- | ------------------------------------ |
| Tanzania                                                   | 940,221                              |
| Myanmar                                                    | 812,952                              |
| India                                                      | 797,700                              |
| Sudan                                                      | 721,000                              |
| China                                                      | 647,893                              |
| Nigeria                                                    | 460,988                              |
| Total                                                      | 6,111,548                            |
| Sursa: Organizația pentru Alimentație și Agricultură a ONU |                                      |